# Škoda 14Tr

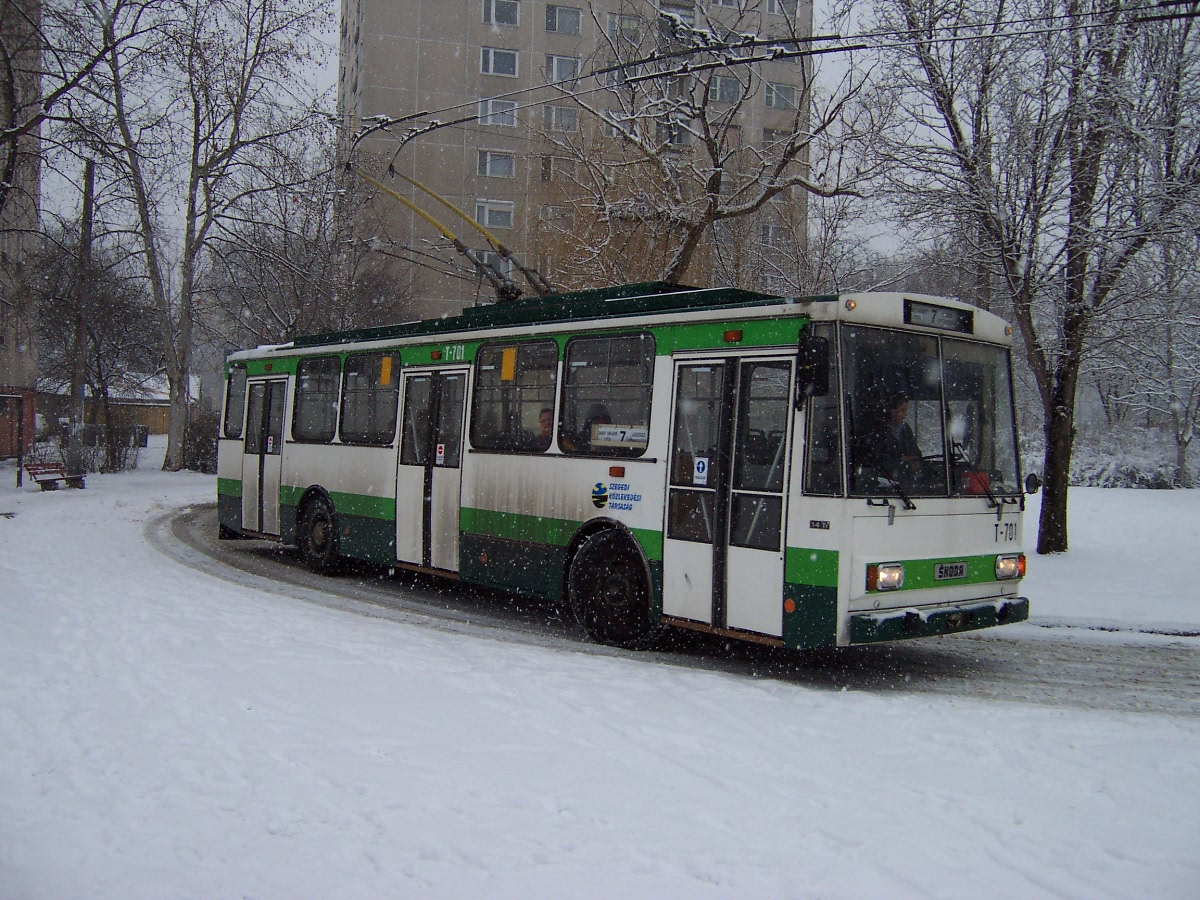
A T-701 pályaszámú Škoda 14Tr az újszegedi trolifordulóban

A Škoda 14Tr egy csehszlovák (később cseh) gyártmányú magas padlós trolibusz, melyet 1980 és 2003 között gyártottak, prototípusai a '70-es évek első felében készültek, 1999 óta a digitális kijelzőkkel ellátott, modernizált 14TrM-et gyártotta a Škoda Ostrov. A helyi közlekedési társaságok által korszerűsített, de eredetileg 14Tr-nek gyártott trolibuszok típusjelzése 14TrR.
Magyarországon a Szegedi Közlekedési Társaságnál teljesítenek szolgálatot.

## Felépítés
Egy 70-es évekbeli sikertelen egységesítési próbálkozás (a Škoda T11-et próbálták ugyanolyan alkatrészekből megépíteni, mint az SM Karosa 11-es buszt) és a soha el nem készült Škoda 13Tr után a Škoda egy teljesen új troli kifejlesztésébe kezdett, mely a 14Tr típusszámot kapta. A fejlesztés egy időre félbemaradt a robbanómotoros autóbuszok nagyarányú elterjedése miatt, azonban az olajárrobbanás ismét előtérbe hozta az elektromos hajtású járműveket.
A jármű kéttengelyes, 3 ajtós, kocsiszekrénye önhordó, teljesen fémszerkezetű, vékonyfalú acélszelvényekből hegesztéssel készült, két oldalkeretből, első és hátsó falból és tetőből áll.
Az egység fenékszerkezete hegesztett bordás hossztartókból és kereszttartókból áll. Az ajtók kezelése elektropneumatikus. A vezetőfülke és az utastér fűtése meleglevegős cirkulációs rendszerű.
A rugózást légrugók szolgálják, 2 db az első, 4 db a hátsó futóművön, minden rugóegység teleszkópos lengéscsillapítóval van kiegészítve. A jármű hidraulikus szervókormánnyal szerelt.
Fékrendszer: 
- üzemi fék (elektrodinamikus + EP szelep)
- biztonsági légfék (vészfék)
- rögzítő fék (rugóerőtárolós)
A járművezető részére 3 pedál van beépítve: jobb lábbal a menet és fékpedál, bal lábbal a pneumatikus biztonsági légfék pedál működtethető. A jármű a hálózati áramot a rádió- és televízió szűrő tagon, az automatikus lekapcsolón és a polaritás váltón keresztül kapja. A főáramkör tartalmazza a szűrőkondenzátor telepet, a szaggatót, a motor kiegészítő csillapítóját, kétfokozatú ellenállásokat mágneskapcsolóval, mely a motor állórész mágneses mezejét gyengíti, irányváltót, és a vontatómotort. Féküzemben az áramkörbe a fékellenállások is bekapcsolódnak.
A szaggatóban a fő- és segédtirisztorok, diódák, csillapítók és a főtirisztor oltását biztosító kommutáló kondenzátor található. A vezérlő regulátor három blokkra osztott: áramforrás, a regulátor, és a segédáramkörök. A kontrollernek egy menet és egy fékhengere van. A kontrolleren lévő kollektoros potenciométer belépő menet illetve fékjelet ad a vezérlő regulátornak (szaggató berendezésnek)
Az utastér megvilágítását inverteres fénycsövek biztosítják. A segédüzemi áramforrás 24 V-os, mely energiáját az állandóan üzemben lévő akkumulátorral összekötött generátor szolgáltatja.
Az elektromos hajtásának nagy részét a Škoda 9Tr-ből örökölte. Csuklós változata a 15Tr

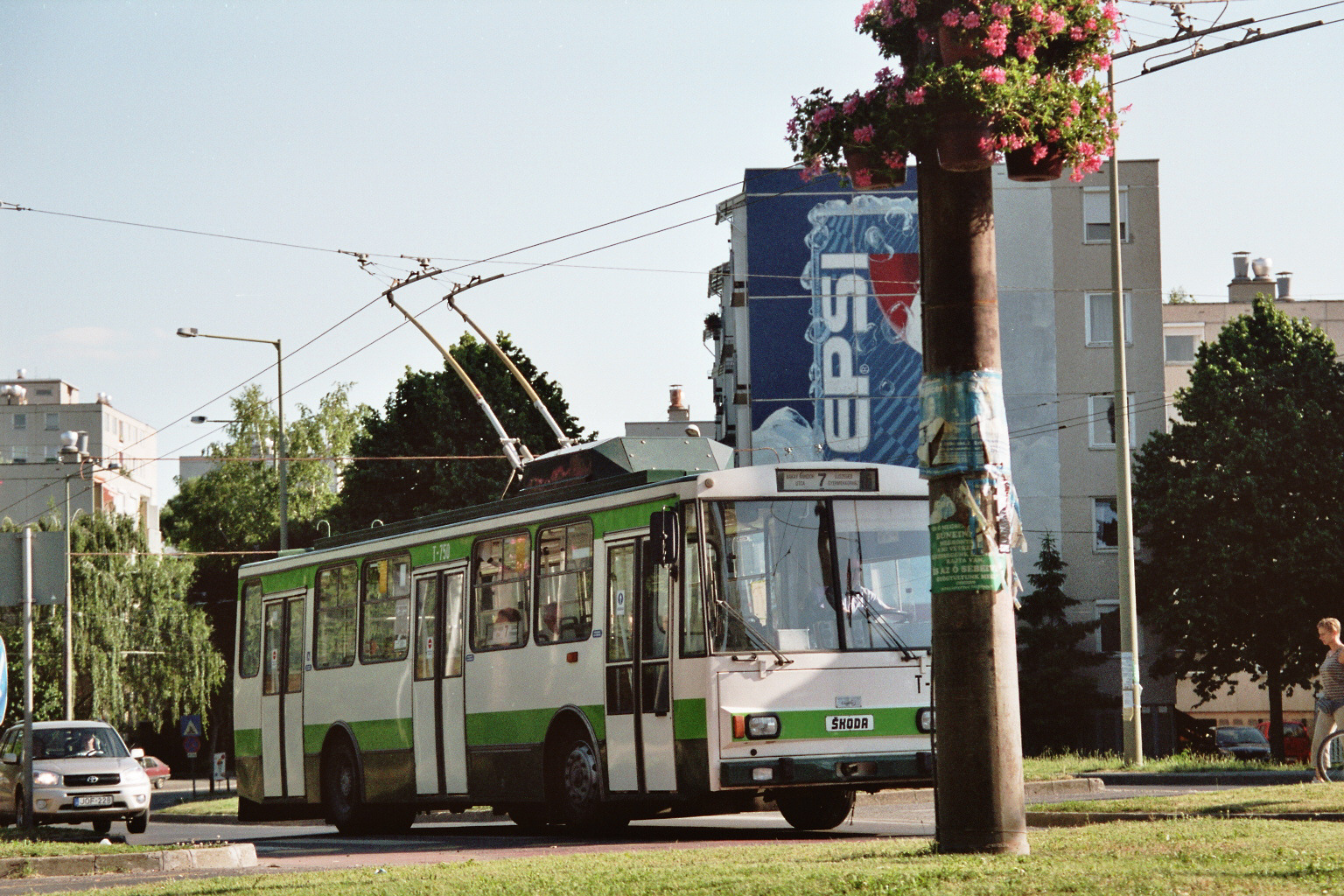
A T-750 pályaszámú Škoda 14Tr. Jól látható a tetőn az új motornak otthont adó ház

## Technikai adatok
- Hossz: 11,34 m
- Szélesség: 2,5 m
- Magasság: 3,41 m
- Jármű tömege üresen: 10,4 tonna
- Férőhelyek száma: 82
  - Ülőhelyek száma: 28
  - Állóhelyek száma: 54
- Motorok teljesítménye: 100 - 120 kW (136-163 LE)
- Legnagyobb sebesség: 65 km/h
- Gyorsulás menetkész járműnél: 1,8 m/s2
- Gyorsulás teljes terhelésnél: 1,1 m/s2
- Áramszedő max. magassága: 6 200 mm
- Áramszedő min. magassága: 3 700 mm

## Prototípus
Az első prototípust még korábbi trolialkatrészekből építették, és nagyban különbözött a jelenlegi 14Tr-től. 1972-ben építették, és a tesztelések után Marianske Lazne városában használták egészen 1981-ig, itt a 22-es pályaszámot kapta.
A második prototípus hasonló sorsra jutott mint elődje, ugyanabban a városban szolgált, 23-as pályaszámon 1984-ig, amikor kivonták a forgalomból.
1980-ban még öt további (egymástól szinte teljesen különböző) prototípust építettek.

## Modernizáció és újjáépítés
Sok 14Tr-t újítanak fel, ezek digitális viszonylatjelzőket, teljesen átépített, modernizált belsőteret, új áramszedőket kapnak, ezeket a 14TrR típusjelzéssel látják el.

## Üzemeltetők
1972 és 2004 között 3852 darab készült a 14Tr különböző változataiból. 

A táblázat csak a gyártótól újonnan vásárolt trolikat tartalmazza, a különböző városok jelenlegi troliparkja ettől eltérhet.

### Amerikai Egyesült Államok
| Üzemeltető város | Típus  | Beszerzés éve | Darab     | Pályaszám                | Megjegyzés |
| ---------------- | ------ | ------------- | --------- | ------------------------ | ---------- |
| Dayton           | 14TrE  | 1995 – 1999   | 57 darab  | 9601 – 9603, 9801 – 9854 |            |
| San Francisco    | 14TrSF | 2001 – 2004   | 240 darab | 5401 – 5640              |            |

### Azerbajdzsán
| Üzemeltető város | Típus | Beszerzés éve | Darab | Pályaszám | Megjegyzés |
| ---------------- | ----- | ------------- | ----- | --------- | ---------- |
| Baku             |       |               |       |           |            |

### Bosznia-Hercegovina
| Üzemeltető város | Típus       | Beszerzés éve | Darab | Pályaszám | Megjegyzés                                                        |
| ---------------- | ----------- | ------------- | ----- | --------- | ----------------------------------------------------------------- |
| Szarajevó        | Skoda 14 Tr | 1983-1987     | 86    | 551-636   | Az utolsó trolibuszokat 2006 novemberben vonták ki a forgalomból. |

### Bulgária
| Üzemeltető város | Típus  | Beszerzés éve | Darab | Pályaszám | Megjegyzés |
| ---------------- | ------ | ------------- | ----- | --------- | ---------- |
| Várna            | 14Tr06 | 1985 – 1986   | 29    | 002-298   |            |
| Sliven           | 14Tr06 | 1985 – 1986   | 38    | 150-187   |            |

### Csehország
| Üzemeltető város       | Típus    | Beszerzés éve | Darab     | Pályaszám                                          | Megjegyzés                                                                 |
| ---------------------- | -------- | ------------- | --------- | -------------------------------------------------- | -------------------------------------------------------------------------- |
| Brno                   |          | 1982 – 1995   | 123 darab |                                                    |                                                                            |
|                        | 14Tr     | 1982 – 1994   | 103 darab | 3164 – 3266                                        |                                                                            |
|                        | 14TrM    | 1995          | 20 darab  | 3267 – 3286                                        |                                                                            |
| Hradec Králové         |          | 1983 – 1995   | 32 darab  |                                                    |                                                                            |
|                        | 14Tr     | 1983 – 1990   | 30 darab  | 04 – 30, 57 – 59                                   |                                                                            |
|                        | 14TrM    | 1995          | 2 darab   | 31, 32                                             |                                                                            |
| Jihlava                |          | 1983 – 1997   | 28 darab  |                                                    |                                                                            |
|                        | 14Tr     | 1983 – 1991   | 24 darab  | 20 – 43                                            |                                                                            |
|                        | 14TrM    | 1996 – 1997   | 4 darab   | 44 – 47                                            |                                                                            |
| Mariánské Lázně        | 14Tr     | 1974 – 1994   | 20 darab  | 22, 23, 33 – 50                                    |                                                                            |
| Opava                  |          | 1982 – 1998   | 34 darab  |                                                    |                                                                            |
|                        | 14Tr     | 1982 – 1991   | 24 darab  | 49 – 72                                            |                                                                            |
|                        | 14TrM    | 1995 – 1998   | 10 darab  | 73 – 82                                            |                                                                            |
| Ostrava                | 14Tr     | 1984 – 1991   | 39 darab  | 3123 – 3141, 3242 – 3261                           |                                                                            |
| Pardubice              |          | 1983 – 1999   | 68 darab  |                                                    |                                                                            |
|                        | 14Tr     | 1983 – 1994   | 48 darab  | 301, 303, 305, 306, 309, 310, 313 – 362            | nem osztották ki a 335, 350, 352 – 354 és a 358 - 360 pályaszámokat        |
|                        | 14TrM    | 1995 – 1999   | 20 darab  | 365 – 384                                          |                                                                            |
| Plzeň                  |          | 1981 – 2003   | 125 darab |                                                    |                                                                            |
|                        | 14Tr     | 1981 – 1991   | 115 darab | 340, 346 – 460                                     | a 414-es pályaszámot nem osztották ki                                      |
|                        | csak váz | 2002 – 2003   | 10 darab  |                                                    |                                                                            |
| A Škoda gyárban maradt | 14TrSF   | 1998          | 1 darab   | –                                                  |                                                                            |
| Teplice                |          | 1983 – 1996   | 49 darab  |                                                    |                                                                            |
|                        | 14Tr     | 1983 – 1993   | 38 darab  | 101 – 105, 120 – 153                               | a 102-es pályaszámot nem osztották ki                                      |
|                        | 14TrM    | 1995 – 1996   | 11 darab  | 154 – 164                                          |                                                                            |
| Zlín – Otrokovice      |          | 1982 – 1995   | 43 darab  |                                                    |                                                                            |
|                        | 14Tr     | 1982 – 1991   | 41 darab  | 4, 12, 18 – 26, 34 – 37, 43, 58, 68, 69, 145 – 168 | a 26-os pályaszámot kétszer is, a 22, 23 és 36-ot egyszer sem osztották ki |
|                        | 14TrM    | 1995          | 2 darab   | 169, 170                                           |                                                                            |

### Grúzia
| Üzemeltető város | Típus | Beszerzés éve | Darab     | Pályaszám | Megjegyzés |
| ---------------- | ----- | ------------- | --------- | --------- | ---------- |
| Batumi           | 14Tr  |               | 2 darab   |           |            |
| Gori             | 14Tr  |               | 3 darab   |           |            |
| Kutaisi          | 14Tr  |               | 2 darab   |           |            |
| Ozurgeti         | 14Tr  |               | 2 darab   |           |            |
| Poti             | 14Tr  |               | 2 darab   |           |            |
| Rustavi          | 14Tr  |               | 1 darab   |           |            |
| Samtredia        | 14Tr  |               | 2 darab   |           |            |
| Suchumi          | 14Tr  |               | 2 darab   |           |            |
| Tbiliszi         | 14Tr  |               | 226 darab |           |            |
| Zugdidi          | 14Tr  |               | 1 darab   |           |            |

### Észtország
| Üzemeltető város | Típus | Beszerzés éve | Darab    | Pályaszám | Megjegyzés                                       |
| ---------------- | ----- | ------------- | -------- | --------- | ------------------------------------------------ |
| Tallinn          | 14Tr  | 1983–1989     | 99 darab | 210 – 308 | 2021-ben már csak a 307-es troli van állományban |

### Kazahsztán
| Üzemeltető város | Típus | Beszerzés éve | Darab    | Pályaszám               | Megjegyzés |
| ---------------- | ----- | ------------- | -------- | ----------------------- | ---------- |
| Almaty           | 14TrM | 1997 – 2001   | 35 darab | 1001 – 1033, 1056, 1057 |            |

### Litvánia
| Üzemeltető város | Típus       | Beszerzés éve | Darab | Pályaszám      | Megjegyzés                   |
| ---------------- | ----------- | ------------- | ----- | -------------- | ---------------------------- |
| Kaunas           | Skoda 14 Tr | 1982-1998     | 150   | 215 - 363, 410 | Már egyik sincs forgalomban. |
| Vilnius          |             |               |       |                |                              |

### Lettország
| Üzemeltető város | Típus | Beszerzés éve | Darab | Pályaszám | Megjegyzés |
| ---------------- | ----- | ------------- | ----- | --------- | ---------- |
| Riga             |       |               |       |           |            |

### Magyarország
| Üzemeltető város | Típus | Beszerzés éve | Darab    | Pályaszám          | Megjegyzés                         |
| ---------------- | ----- | ------------- | -------- | ------------------ | ---------------------------------- |
| Szeged           | 14Tr  | 1994          | 13 darab | T-700-T-709, T-750 | Forgalomba véve: 1994. április 26. |

### Moldova
| Üzemeltető város | Típus | Beszerzés éve | Darab    | Pályaszám                       | Megjegyzés |
| ---------------- | ----- | ------------- | -------- | ------------------------------- | ---------- |
| Bălți            | 14TrM | 1997–2002     | 2 darab  |                                 |            |
| Chișinău         | 14TrM | 1997–2003     | 39 darab | 1264–1276, 2131–2143, 3815–3827 |            |

### Németország
| Üzemeltető város | Típus | Beszerzés éve | Darab    | Pályaszám   | Megjegyzés                                                                                          |
| ---------------- | ----- | ------------- | -------- | ----------- | --------------------------------------------------------------------------------------------------- |
| Eberswalde       | 14Tr  | 1984          | 3 darab  | 1 – 3       | Az 1 és 2 pályaszámú troli eladva Potsdamnak, a 3-as nosztalgiajármű.                               |
| Potsdam          | 14Tr  | 1983          | 5 darab  | 401 – 405   | A trolibuszüzem 1995-ben megszűnt, a járműveket eladták Ukrajnába és Csehországba.                  |
| Weimar           | 14Tr  | 1982 – 1983   | 12 darab | 8000 – 8011 | A trolibuszüzem 1993-ban megszűnt, a járművek korábban eladva Potsdamba, Nagyszebenbe és Ostravába. |

### Örményország
| Üzemeltető város | Típus | Beszerzés éve | Darab | Pályaszám | Megjegyzés |
| ---------------- | ----- | ------------- | ----- | --------- | ---------- |
| Jereván          |       |               |       |           |            |

### Szlovákia
| Üzemeltető város | Típus    | Beszerzés éve | Darab     | Pályaszám        | Megjegyzés                                                                 |
| ---------------- | -------- | ------------- | --------- | ---------------- | -------------------------------------------------------------------------- |
| Besztercebánya   | 14Tr     | 1989          | 7 darab   | 1001 – 1007      | Az 1001-es szolgálati jármű, az 1007-es tartalék, a többi selejtezve lett. |
| Pozsony          |          | 1982-től      | 124 darab |                  |                                                                            |
|                  | 14Tr     | 1982 – 1991   | 115 darab | 6219 – 6315      |                                                                            |
|                  | csak váz | 2004-től      | 9 darab   |                  |                                                                            |
| Kassa            | 14TrM    | 1999          | 7 darab   | 2001 – 2007      |                                                                            |
| Eperjes          |          | 1982 – 2001   | 44 darab  |                  |                                                                            |
|                  | 14Tr     | 1982 – 1991   | 39 darab  | 45 – 81, 87 – 91 | a 66, 67, 68 pályaszámokat nem osztották ki                                |
|                  | 14TrM    | 2000 – 2001   | 5 darab   | 119 – 123        |                                                                            |
| Zsolna           | 14Tr     | 1994 – 1996   | 15 darab  | 211 – 225        |                                                                            |

### Türkmenisztán
| Üzemeltető város | Típus | Beszerzés éve | Darab    | Pályaszám | Megjegyzés |
| ---------------- | ----- | ------------- | -------- | --------- | ---------- |
| Ašgabat          | 14TrM | 2000          | 46 darab | 001 – 046 |            |

### Ukrajna
| Üzemeltető város             | Típus | Beszerzés éve | Darab | Pályaszám | Megjegyzés |
| ---------------------------- | ----- | ------------- | ----- | --------- | ---------- |
| Csernyivci                   |       |               |       |           |            |
| Kijev                        |       |               |       |           |            |
| Luhanszk                     |       |               |       |           |            |
| Lviv                         |       |               |       |           |            |
| Rivne                        |       |               |       |           |            |
| Szimferopol – Alusta – Jalta |       |               |       |           |            |

### Üzbegisztán
| Üzemeltető város | Típus | Beszerzés éve | Darab    | Pályaszám | Megjegyzés |
| ---------------- | ----- | ------------- | -------- | --------- | ---------- |
| Taskent          | 14TrM | 1995          | 46 darab |           |            |
| Urgenč           | 14TrM | 1997          | 3 darab  |           |            |

## Magyarországi használata
Škoda trolibuszok Magyarországon kizárólag Szegeden, a Szegedi Közlekedési Kft. állományában közlekednek, ebből kifolyólag 14Tr típusúak is csak itt fordulnak elő. Ezek közül csak a T-700 pályaszámú lett újan vásárolva, a többit különböző cseh városokból szerezték be, használtan. Pályaszámok: T-700-T-709, T-750.
A T-702, T-703 pályaszámú trolikat 2008-ban eladták a bulgáriai Haskovonak. 2016-ban a T-700, T-704, T-707 pályaszámú trolikat, 2017-ben a T-750-es trolit az ukrajnai Rivnye vásárolta meg.
2020-ban az önkormányzati cég (forgalmi) állományában 3 darab Škoda 14Tr típusú trolibusz szerepelt. A T-701, T-705, T-708 leállításra került, így már csak a T-706 közlekedik menetrend szerinti forgalomban. A T-709-es pályaszámú troli tanulójármű.